# Kontrowersja pelagiańska
Kontrowersja pelagiańska – jedna z ważniejszych debat w historii dogmatów chrześcijańskich, wywołana na początku V w. nauczaniem Pelagiusza i jego uczniów. Jej zasięg objął Kościół rzymski, Kartaginę i diecezje leżące w prowincji Północnej Afryki oraz Palestynę. Główne dyskutowane zagadnienia to grzech pierworodny i jego skutki dla natury ludzkiej, zwłaszcza w sferze wolitywnej i zmysłowej oraz łaska uświęcająca. Dyskusją objęto też kwestie pochodne: chrzest niemowląt oraz predestynacja a wolna wola (liberum arbitrium). Głównymi autorami ze strony ortodoksyjnej, którzy  wykazywali błędy doktryny nazwanej później pelagianizmem byli Augustyn z Hippony (354–430) i Hieronim ze Strydonu (ok. 331–420). Zagadnienia poruszane w kontrowersji, mimo rozstrzygnięć przez synody i papieży, podejmowane były w ciągu historii teologii i są w dalszym ciągu żywe, zwłaszcza kwestia interpretacji grzechu pierworodnego.
Kontrowersja pelagiańska miała zasadniczo dwa etapy, których cezurą było potępienie poglądów pelagiańskich wyrażone w liście papieża Zozyma napisanym w 418 r..

## Pierwszy okres: przed 418 r. – rozeznawanie poglądów Pelagiusza i Celestiusza przez Kościół

### Rok 405
Pelagiusz przeciwstawił się poglądom Augustyna w trakcie odczytu wygłoszonego w Rzymie przez pewnego biskupa, zaprzyjaźnionego z doktorem Kościoła, który zacytował Wyznania: Daj co nakazujesz i nakazuj co chcesz (Da quod iubes, iube quod vis!; Confessiones, X, 29.40). Augustyn pisze o tym w De dono perseverantiae, 20.53. Dla Pelagiusza było to nauczanie nowe wobec chrześcijańskiej tradycji, widział w nim łatwe usprawiedliwienie, wysuwane przez osoby unikające podjęcia pracy moralnej.
- Pelagiusz napisał do Paulina z Noli list[3].  Augustyn przeczytał ten list i dostrzegł w nim brak nauczania o łasce. Napisał o tym później (418 r.) w dziele O łasce Chrystusa i grzechu pierworodnym / De gratia Christi et de peccato originali / 35.38 oraz w Liście 186,1.1.

### Rok 411
- Przesłuchanie Celestiusza przez synod w Kartaginie (por. De pecc. Orig. 3-4.3). Zaalarmowany przez diakona Paulina z Mediolanu, byłego sekretarza św. Ambrożego[4][5], synod potępił nauczanie Pelagiusza, czyniąc to bez inspiracji ze strony Augustyna i bez żadnego jego udziału[6].
- Augustyn dowiedział się o poglądach Celestiusza i zaczął je omawiać na kazaniach. Nie interweniował jednak, gdyż zajęty był organizowaniem konferencji między biskupami katolickimi i donatystami[7].

### Rok 412
- Na prośbę komesa Marcelina Augustyn napisał swój pierwszy traktat antypelagański: O karach za grzechy i ich odpuszczeniu oraz o chrzcie dzieci  / De peccatorum meritis et remissione et de baptismo parvulorum /.
- Marcelin podniósł trudność wobec Augustynowego stwierdzenia, że z łaską Bożą można żyć bez grzechu: można to powiedzieć jedynie o Chrystusie.
- W odpowiedzi Marcelinowi Augustyn napisał traktat: Duch a litera / De spiritu et littera /.
- Uczniowie Celestiusza oskarżeni o propagowanie nowinki teologicznej, oskarżyli o to samo Augustyna.

### Rok 413
- Augustyn wygłosił homilię 294 (27 czerwca 413 r., por. Dzieje procesu Pelagiusza, 11.25), w której zacytował tekst listu Cypriana Do brata Fidusa (List 64,5)[8].
- Augustyn napisał list do Pelagiusza (list 146), który nie zawierał żadnego odniesienia do poglądów i był bardzo serdeczny w sformułowaniach.

### Rok 414
- Augustyn napisał list do Hilarego z Sycylii (List 157)
- Tymazjusz i Jakub, zaniepokojeni uczniowie Pelagiusza, przysłali Augustynowi traktat Pelagiusza O naturze z prośbą o wykazanie błędu (por. Sprostowania / Retractationum libri duo /, II, 68.42).

### Rok 415
- Na początku roku, odpowiadając Tymazjuszowi i Jakubowi, Augustyn napisał traktat O naturze i łasce / De natura et gratia /, w którym użył terminu „massa damnata” (pierwszy raz użył go ok. 397 r. w Do Symplicjana o różnych problemach / De diversis quaestionibus ad Simplicianum / I, q.2,19. 404; por. Contra  Felicianum, 2.2) oraz dał wyraz przekonaniu o wyłączeniu Matki Chrystusa z grona grzeszników, „propter honorem Domini” (zob. De natura et gratia, 36.42; CSEL 60, 263 [23]-264 [4]). Augustyn otrzymał w tym czasie też od dwóch biskupów z Sycylii, Eutropiusza i Pawła, anonimowy traktat przypisywany Celestiuszowi, z prośbą o pomoc w  określeniu błędów, szczególnie następującego stwierdzenia: człowiek może być bez grzechu, bo Bóg tego chce. W odpowiedzi na ten traktat Augustyn napisał dziełko Doskonała sprawiedliwość człowieka  / De perfectione iustitiae hominis /.
- Hieronim napisał List do Demetriady z okazji uroczystości otrzymania przez nią welonu dziewicy konsekrowanej. Przestrzegł przed uczniami Orygenesa (Pelagiusz!?), odrzucając pojednanie z Pelagiuszem (List 133, CSEL 56, 241). Pelagiusz napisał swój List do Demetriady i udał się do Palestyny, gdzie spotkał się z ostrą reakcją ze strony Hieronima.
- Do Palestyny przybył Orozjusz pochodzący z Tarragony w Hiszpanii[9], przyjaciel Augustyna. Zatrzymał się u Hieronima w Betlejem. 28 lipca wziął udział w synodzie w Jerozolimie, przedstawiając stanowisko Augustyna. Biskup Jan z Jerozolimy oskarżył go o błędy (Por.De gestis Pelagii, 30.54; 14.37)
- Grudzień. Galijscy biskupi na wygnaniu w Palestynie: Heros z Arles i Lazarus Aix, napisali przeciw-pelagiańskie pismo-oskarżenie (libellus) i wręczyli go Eulogiuszowi z Cezarei, prymasowi Palestyny. Ten zwołał synod w Diospolis (Lydda), bez udziału oskarżających biskupów, którzy odmówili udziału, podając jako powód chorobę jednego z nich. Broniąc się przed synodem, Pelagiusz na swoją korzyść zacytował serdeczny list Augustyna (list 146 z 414 r.). Odżegnał się od tez Celestiusza z synodu w Katraginie (411 r.)
- Pelagiusz napisał traktat W obronie wolnej woli.

### Rok 416
- Napad zwolenników Pelagiusza na klasztor Hieronima w Betlejem: zabity diakon, budynki podpalone[10].
- W lecie tego roku zebrały się dwa synody: w Kartaginie i w Milewe. Sześćdziesięciu dziewięciu biskupów Afryki prokonsularnej spotkało się w Kartaginie pod przewodnictwem Aureliusza z Kartaginy. Synod zebrał najważniejsze błędy pelagian i związane z nimi dokumenty i wysłał do papieża Innocentego I[11]. Na synodzie w Milewe zebrało się Sześćdziesięciu biskupów Numidii. Oni także wysłali list do papieża, pisząc w nim o dwóch błędach doktryny pelagiańskiej: pogląd o zbędności modlitwy i odrzucenie chrztu dzieci[12].

### Rok 417
- 27 stycznia. Papież Innocenty I napisał list, w którym zatwierdził postanowienia dwóch synodów afrykańskich i ogłosił ekskomunikę Pelagiusza oraz Celestiusza póki nie wrócą do poglądów katolickich[13]. Papież napisał też do Palestyny, do Hieronima (por. Hieronim, List 136) i do Jana z Jerozolimy. 12 marca papież Innocenty I zmarł.
- Augustyn napisał Dzieje procesu Pelagiusza / De gestis Pelagii / dla biskupa Kartaginy Aureliusza[14].
- Homilia Augustyna, którą sparafrazowano w powiedzeniu: Roma locuta, causa finita - Rzym przemówił, sprawa zakończona. Faktycznie Augustyn wypowiedział następującą myśl: Już bowiem w tej sprawie /pelagianizmu/ akta dwóch synodów zostały wysłane do Stolicy Apostolskiej, skąd też nadeszła odpowiedź. Sprawa zakończona, oby ostatecznie zakończył się także i błąd! - Causa finita est, utinam aliquando finiatur error![15].
- Następca Innocentego, papież Zozym, z pochodzenia Grek, opowiadał się bardziej za wnioskami przychylnego Pelagiuszowi synodu w Diospolis (Lydda) z 415 r. niż przeciwnych mu synodów afrykańskich. W rzymskiej bazylice św. Klemensa odbyło się publiczne przesłuchanie Celestiusza, notowane przez dwóch sekretarzy (por. Mariusz Merkator, Common., i, 4, PL 48, 75, ACO Iv, p. 66  ; Augustyn,  Contra  duos ep. Pel.,  II, Iv, 6). Celestiusz zdał się zadowolić papieża i jego doradców, deklarując też wycofanie się z ewentualnych błędów. W lecie lub jesienią, przed 21 września, papież Zozym napisał do biskupa Kartaginy Aureliusza list Magnum pondus (List 2 w PL 20, 649-654 ; List 45 w CSEL 35/1, 99-103), dołączając dokumentację Celestiusza z prośbą o rewizję procesu w wyniku którego orzeczono potępienie. Wezwał też Paulina o osobiste wyjaśnienie zarzutów w Rzymie w ciągu dwóch miesięcy. W następnym liście do Aureliusza Posteaquam a nobis (List 3 w PL 20, 654-661 ; Ep. 46 en CSEL 35/1,103-108) datowanym 21 września, Zozym zadeklarował prawowierność Pelagiusza. Papież wyjaśnił biskupowi Kartaginy, że odbyło się uroczyste zgromadzenie kleru rzymskiego, na którym odczytano Libellus fidei, czyli wyznanie wiary Pelagiusza, a także list pochwalny na jego temat Prajliusza, biskupa Jerozolimy. W wyniku przesłuchania, prawowierność Pelagiusza została jednomyślnie uznana[16].
- Dwa listy papieskie wywołały zdecydowaną reakcję biskupów afrykańskich. Pod przewodem Aureliusza i Augustyna odbyto dwa kolejne synody na ten temat, jeden jesienią, drugi wiosną następnego roku – jeszcze przed synodem plenarnym odbytym 1 maja[17].

### Rok 418
- Augustyn napisał O łasce Chrystusa i grzechu pierworodnym / De gratia Christi et de peccato originali / – odpowiadając na traktat Pelagiusza W obronie wolnej woli. Obszernie cytował dzieło Pelagiusza, oceniając jego nauczanie o łasce jako niezadowalające.
- Augustyn napisał list 194[18] na temat predestynacji i wolnej woli: Do prezbitera Sykstusa, późniejszego papieża Sykstusa III[19]. (por. Dar wytrwania / De dono perseverantiae / 21. 55; list 214,3 do opata Hadrumetum). Jak zauważył Agostino Trapè, list ten wywołał trwający po dziś dzień cały łańcuch reakcji, a także błędnych interpretacji  nauczania Augustyna, rozpoczętych przez mnichów z Marsylii. Niektórzy interpretatorzy „przez niewiedzę lub w złej wierze” odczytują to nauczanie w kluczu predestynacyjnym – wbrew wyjaśnieniom samego Augustyna[20].
- Mariusz Merkator w Rzymie kontynuował akcję przeciw pelagianom.
- 21 marca papież Zozym napisał list Quamvis patrum (List 12 w PL 20,675-678; List 50 w CSEL 35/1, 115-117), w którym w sposób dyskretny zawarte jest już zakończenie kontrowersji[17].
- Pelagianie napadli na komesa Konstancjusza, używając przemocy (por. Prosper, Cronica Minora, sub anno 418). Wywołało to reakcję dworu w Rawennie, Cesarz Honoriusz skazał Pelagiusza i Celestiusza na wygnanie z Rzymu, list do Palladiusza, prefekta Rzymu, niesie datę 30 kwietnia (PL 48,379-386; Mansi IV, 444). Równolegle, synod w Kartaginie zwołany 1 maja potępił tezy Pelagiusza i poparł nauczanie Augustyna.  Wzięło w nim udział ponad dwustu biskupów (Prosper, Contr. Collat.; Focjusz, Biblioteka 53, Mansi, Sacr Conc, t. 4,377)[21][17].
- Czerwiec-sierpień. Papież Zozym napisał list Tractoria (Denz. 231) potępiający pelagianizm. List został rozesłany do wszystkich biskupów z prośbą o podpisanie na znak zgody z jego treścią.

## Drugi okres: 418-432 r. – polemika Augustyna z Julianem z Eklanum

### Rok 418
- Szereg biskupów w Italii północnej i południowej, w tym młody biskup Julian z Eklanum, syn przyjaciół Augustyna, odmówiło podpisania listu. Zarzucili papieżowi odejście od tradycyjnej wiary i przyjęcie z Afryki nowych doktryn. Julian wysłał szereg listów, by usprawiedliwić swą postawę. Dwa listy skierował do papieża Zozyma. I jeden, po jego śmierci, do papieża Bonifacego. Wysłał też list do  komesa Waleriusza do Rawenny, gdzie rezydował cesarz. Oskarżał w nich Augustyna m.in. o to, że czyni z małżeństwa dzieło diabła.
- Zimą, w odpowiedzi na zarzuty Juliana Augustyn napisał pierwszą księgę dzieła  Małżeństwo i pożądliwość (De nuptiis et concupiscentia). Zadedykował ją komesowi Waleriuszowi. W tym czasie wymianę pism i wiadomości związanych z polemiką między Afryką i Italią zapewniał Alipiusz, przyjaciel Augustyna.

### Lata 419-420
- Julian w odpowiedzi na ten traktat Augustyna napisał cztery tomy swego dzieła Do Turbancjusza (Ad Trubantium). Turbancjusz był jednym z osiemnastu biskupów, którzy nie podpisali papieskiego listu Tractoria potępiającego poglądy pelagiańskie. Fragmenty tego niezachowanego dzieła, przechowały się w napisanej w odpowiedzi przez Augustyna drugiej księdze Małżeństwa i pożądliwości oraz w Niedokończonym dziele przeciw Julianowi.
- Augustyn, odpowiadając na oskarżenia ze strony Juliana, napisał drugą księgę Małżeństwa i pożądliwości oraz Cudzołożne małżeństwa (De coniugiis adulterinis), w których opisał konsekwencje grzechu pierworodnego wobec pożycia małżeńskiego oraz wnioski dla chrześcijańskich małżonków m.in. jak mogą być świętymi, doświadczając zranionej grzechem pożądliwości seksualnej[22].
- Osiemnastu biskupów italijskich, którzy nie podpisali listu papieskiego potępiającego pelagianizm, wysłało dwa listy przedstawiające poglądy pelagiańskie i wzywające do soboru powszechnego, na którym doszłoby do konfrontacji pozycji pelagiańskich i augustyńskich. Jeden do arcybiskupa Akwilei, drugi do Rufusa, biskupa Tesalonik. Były one napisane lub zredagowane przez Juliana[23].
- Augustyn napisał dzieło złożone z czterech ksiąg: Przeciw dwom listom pelagian / Contra duas epistolas pelagianorum /. Pierwsza księga dotyczyła osobistego listu Juliana do papieża Bonifacego, trzy pozostałe listu podpisanego przez osiemnastu biskupów italijskich do Rufusa z Tesalonik[24].

### Rok 421
Augustyn napisał polemiczny traktat Przeciw Julianowi / Contra Julianum libri sex /.

### Rok 422
Celestiusz próbował nieskutecznie przekonać papieża Bonifacego, dostał nakaz opuszczenia Rzymu.

### Rok 427
- Wprowadzeni w zamieszanie przez doktrynę pelagiańską mnisi z Hadrumetum w Byzacena przeczytali list Augustyna, napisany 9 lat wcześniej do prezbitera Sykstusa i podnieśli kwestię predestynacji[20].
- Augustyn, w odpowiedzi na wątpliwości powstałe w klasztorze w Hadrumetum, napisał listy 214 i 215.
- Augustyn napisał traktat O łasce i wolnej woli / De gratia et libero arbitrio / – adresowany do wspólnoty w Hadrumetum, (zob. Sprostowania, II,92.66). Mnisi, znając pozycję papieża wobec nauki pelagiańskiej, przyjmują ten tekst - według słów opata Walentyna - jako medicamentum pie curantium cum gratia - lekarstwo poddanych kuracji poprzez łaskę zob. List 216, 2-3 (CSEL 58,57).

### Rok 429
- Prosper z Akwitanii napisał list do Augustyna o problemach biskupów Prowansji i Marsylii, którzy nie mieli sympatii pelagiańskich, jednak nie rozumieli, jak można połączyć predestynację z doktryną o wolnej woli. List 225; CSEL 58, 60-61.
- Do Augustyna napisał także pewien Hilary, przekazując obawy pewnych osób wobec groźby fatalizmu: jeśli jest predestynacja, jaki jest cel upominania bliźnich? (List 226).
- Augustyn odpowiedział pisząc traktaty: O przeznaczeniu świętych / De praedestinatione sanctorum / oraz Dar wytrwania / De dono perseverantiae /.
- Celestiusz przebywał w Konstantynopolu u patriarchy Nestoriusza, razem z Julianem z Eklanum i innymi wygnanymi z Italii biskupami pelagiańskimi. Później schronili się u Teodora z Mopsuestii, który pod ich wpływem napisał m.in. traktat Przeciw grzechowi pierworodnemu[25].
- Augustyn zaczął pisać drugi traktat polemiczny prostujący błędy Juliana Z Eklanum,   Niedokończone dzieło przeciwko drugiej odpowiedzi Juliana / Contra secundam Iuliani responsionem imperfectum opus /. Jego pisanie przerwała śmierć biskupa Hippony (430 r.).

### Po roku 430
- Prosper z Akwitanii skrytykował Jana Kasjana ze św. Wiktora z Marsylii oraz Euladiusza, biskupa Arles, za ich podważanie augustyńskiej wizji przedstawionej w liście O przeznaczeniu świętych, niesłusznie oskarżając ich o semi-pelagianizm[26].
- Wincenty z Lerynu w swoich pismach bardzo nieprzychylnie odniósł się do nauczania Augustyna.